# Ons Genoegen (Heino)
Ons Genoegen is een fanfareorkest in Heino in de Nederlandse provincie Overijssel.

## Geschiedenis
Het orkest werd op 3 juni 1927 opgericht als 'muziekvereen', bestaande uit een harmonieorkest en opleidingstraject. Rond 1960 werd ook de drumband opgericht. Door wisseling van instrumenten werd de harmonie begin jaren '70 omgevormd tot een fanfare. Eind jaren '70 werd de fanfare uitgebreid met majorettes en minirettes.
In 2010 werd besloten dat er een andere manier van spelen kwam. De majorettes maakten geen deel meer uit van de vereniging en de tamboers werden ondergebracht in het orkest als orkestpercussionisten. Door deze beslissing kon de vereniging de marsmuziek opbergen en zich verdiepen in andere muziekstijlen. Door deze veranderingen behield het orkest haar bestaande leden en trok het ook volwassenen aan die al een instrument konden bespelen. In 2015 bestond de vereniging uit zo'n 70 leden, waarvan ongeveer de helft bestaat uit jeugdleden.

### Tegenwoordig
Er worden cursussen in de Algemene Muzikale Vorming (AMV) gegeven aan kinderen die nieuw zijn in de muziekwereld. Deze cursussen richten zich onder meer op ritme en noten lezen.
Er worden muzieklessen gefaciliteerd en wanneer een leerling het A-diploma heeft behaald volgens de normen van het HaFaBra-examen, mag deze doorstromen naar het grote orkest. Naast het grote orkest is er een jeugdorkest waar jongeren in groepsverband leren spelen. Dit jeugdorkest dient tevens als voorbereiding op het grote orkest.
Het grote orkest behoort tot de 4e divisie en  treedt regelmatig op in de regio, maar speelt ook jaarlijks op een groot festival buiten de eigen regio, zoals het muziekfestival op Schiermonnikoog of Borkum. In 2018 is er een groot optreden geweest samen met het Orkest van het Oosten. Een samenwerking met zangeres Willeke Alberti en een optreden op de Floriade in Almere waren hoogtepunten in 2022.

## Repertoire
Het repertoire van het orkest is breed. Zo wordt er up-tempo, ballads, Nederlandstalig, filmmuziek, kerkmuziek, gedragen stukken en jazz gespeeld.

## Bezetting
De vereniging speelt in de gebruikelijke fanfarebezetting met onder meer bugels, trompetten, kornetten, hoorns, verschillende typen saxofoons en andere blaasinstrumenten alsmede slagwerk.

## Prijzen
1936: Concours Cordordia Almelo 1e prijs marswedstrijd, 2e prijs concertwedstrijd.

2016: Borkum-Festival, winnaar Publieksprijs
2023: TS23 Muziekfestival, winnaar Jacob de Haan-bokaal

## Bekende oud-leden
- Flip Jonkman